# Acanthonotozoma serratum
Acanthonotozoma serratum är en kräftdjursart som först beskrevs av O. Fabricius 1780.  Acanthonotozoma serratum ingår i släktet Acanthonotozoma och familjen Iphimediidae. Arten är reproducerande i Sverige. Inga underarter finns listade i Catalogue of Life.